# Anomala kigonsera
Anomala kigonsera är en skalbaggsart som beskrevs av Ohaus 1925. Anomala kigonsera ingår i släktet Anomala och familjen Rutelidae. Inga underarter finns listade i Catalogue of Life.